# Quận Montgomery, New York
Quận Montgomery (tiếng Anh: Montgomery County) là một quận trong tiểu bang New York, Hoa Kỳ. Quận lỵ là thành phố 6. Theo điều tra dân số năm 2000 của Cục điều tra dân số Hoa Kỳ, quận này có dân số người 2.

## Địa lý
Theo Cục điều tra dân số Hoa Kỳ, quận có tổng diện tích kilômét vuông, trong đó có km2 là diện tích mặt nước.